# Luigi Accardi
Luigi Accardi (* 1947 in Neapel) ist ein italienischer Mathematiker, der sich mit mathematischen Wirtschaftswissenschaften und Stochastik befasst. Er ist einer der Pioniere der Quanten-Stochastik (Quantum Probability).
Accardi erhielt 1970 seinen Laurea-Abschluss an der Universität Neapel bei E. R. Caianello und M. Curzio (Algebraische Theorie der Automaten und Anwendung auf Neuronale Netzwerke). 1974 wurde er bei Jakow Grigorjewitsch Sinai an der Lomonossow-Universität in Moskau promoviert (Kandidatentitel, These: Nichtkommutative Markow-Theorie und Quadratwurzeln von Maßen). Danach forschte er für die nationale italienische Forschungsorganisation CNR, lehrte er an der Universität Salerno und war als Gastwissenschaftler am Zentrum für Theoretische Physik des CNRS in Marseille, an der 1978/79 an der Cornell University, war am Dublin Institute for Advanced Studies bei John Trevor Lewis (1979) und lehrte in Mailand. 1980 wurde er Professor an der Universität Cagliari und ab 1982 an der Universität Rom (Tor Vergata).  Er ist dort heute Professor für Mathematik in der Fakultät für Wirtschaftswissenschaft, wohin er Anfang der 1990er Jahre aus der Mathematikfakultät wechselte.
1983 war er Gastwissenschaftler in New Delhi bei K. R. Parthasarathy und 1985 und 1986 in Princeton (bei J. S. Watson) und an der University of Warwick (bei D. Elworthy). 1988/89 war er Gastwissenschaftler an der Universität Straßburg bei Paul-André Meyer und an der University of Gainesville in Florida bei Rudolf Kalman. Außerdem war er Gastwissenschaftler an der ETH Zürich und in Tokio (bei Masanori Ohya).

## Schriften
- Topics in quantum probability. In: Physics Reports. Band 77, Nr. 3, 1981, S. 169–192, doi:10.1016/0370-1573(81)90070-3.
- mit Alberto Frigerio, John T. Lewis: Quantum stochastic processes. In: Kyoto University. Publications of the Research Institute for Mathematical Sciences. Band 18, 1982, S. 97–133, (Digitalisat).
- als Herausgeber mit Wilhelm Freiherr von Waldenfels: Quantum probability and applications. Teil 2 bis 5. Springer, Berlin u. a. 1985–1990, (Workshops in Rom, Heidelberg, Oberwolfach).
- Foundations of quantum mechanics: a quantum probabilistic approach. In: Gino Tarozzi, Alwyn van der Merwe (Hrsg.): The nature of quantum paradoxes. Italian studies in the foundations and philosophy of modern physics. Kluwer, Dordrecht u. a. 1988, ISBN 90-277-2703-1, S. 257–323, doi:10.1007/978-94-009-2947-0_14.
- Can mathematics help solving the interpretational problems of quantum theory? In: Il Nuovo Cimento. B, Band 110, Nr. 5/6, 1995, S. 685–721, doi:10.1007/BF02741475.
- Quantum probability: an historical survey. In: Gregory Budzban, Philip Feinsilver, Arunava Mukherjea (Hrsg.): Probability on algebraic structures. AMS Special Session on Probability on Algebraic Structures, March 12–13, 1999, Gainesville, Florida (= Contemporary Mathematics. 261). American Mathematical Society, Providence RI 2000, ISBN 0-8218-2027-3, S. 145–159.
- Quantum probability: an introduction to some basic ideas and trends. In: Daniel Hernandez, Jose A. Lopez-Mimbela, Roberto Quezada (Hrsg.): Modelos estocásticos II (= Aportaciones Matematicas. Notas de Investigacion. 16). Sociedad Matemática Mexicana, Mexico DF 2001, ISBN 968-36-9572-8, S. 1–128.
- mit Yun Gang Lu, Igor Volovich: Quantum theory and its stochastic limit. Springer, Berlin u. a. 2002, ISBN 3-540-41928-4.
- als Herausgeber mit Masanori Ohya, Noboru Watanabe: Quantum information and computing (= QP – PQ Quantum Probability and White Noise Analysis. 19). World Scientific, Singapur u. a. 2006, ISBN 981-256-614-7.
- als Herausgeber mit Wolfgang Freudenberg, Masanori Ohya: Quantum Bio-Informatics. Band 1 bis 5. World Scientific, Singapur u. a. 2008–2013.

Er ist Herausgeber von Quantum probability and related topics.